# Коли боги загинули
«Коли боги загинули» (нім. Als die Götter starben) — науково-фантастичний роман німецького письменника Гюнтера Крупката, написаний у 1963 році. За опитуванням 1989 року твір посів сьоме місце серед науково-фантастичних романів Східної Німеччини.

## Сюжет
Роман розповідає про контракт між людською расою та іншопланетянами з віддаленої планети Мею. У XXI столітті на супутнику Марса Фобосі було знайдено щоденники іншопланетян, у цьому обрамленні розповідається про взаємопов'язані історії боротьби за владу в стародавній Месопотамії та про політ іншопланетян з віддаленої планети, на якій відбувся руйнівний катаклізм.